# Zezë (rivière)
Pour les articles homonymes, voir Zeze.
La rivière Zezë est un cours d'eau d'Albanie. Elle prend sa source dans les montagnes à l'est de Krujë, arrose la ville de Fushë-Krujë et rejoint la rivière Gjole près de Kodër-Thumanë pour former l'Ishëm.